# Villalgordo del Júcar
Villalgordo del Júcar là một đô thị ở tỉnh Albacete nằm ở cộng đồng tự trị Castile-La Mancha của Tây Ban Nha. Đô thị Vilagrassa có diện tích là 46,68 ki-lô-mét vuông, dân số năm 2009 là 1276 người với mật độ 27,34 người/km². Đô thị Vilagrassa có cự ly 49 km so với tỉnh lỵ Albacete.